# Kim Dong-hyun (bobbista)
Kim Dong-hyun (Seul, 12 novembre 1987) è un bobbista sudcoreano, medaglia d'argento olimpica nel bob a quattro a Pyeongchang 2018.

## Biografia
Membro del team sudcoreano dal 2008 inizialmente come pilota, prese parte a Vancouver 2010 classificandosi 19º con il bob a quattro. Ha partecipato a numerose coppe del mondo, specialmente con Jun Jung-lin, con cui ha condiviso la gara a due alle Olimpiadi di Soči 2014, arrivando ventitreesimi.
A Pyeongchang 2018, insieme a Jun, rinunciano alla competizione di coppia per concentrarsi nella gara a quattro conquistando una medaglia d'argento (prima medaglia olimpica per la Corea del Sud e in generale per una nazione asiatica nella storia di questa disciplina) insieme al pilota Won Yun-jong e Seo Young-woo, alle spalle della Germania.

## Palmarès

### Olimpiadi
- 1 medaglia:
  - 1 argento (bob a quattro a Pyeongchang 2018).